# Ior Bock

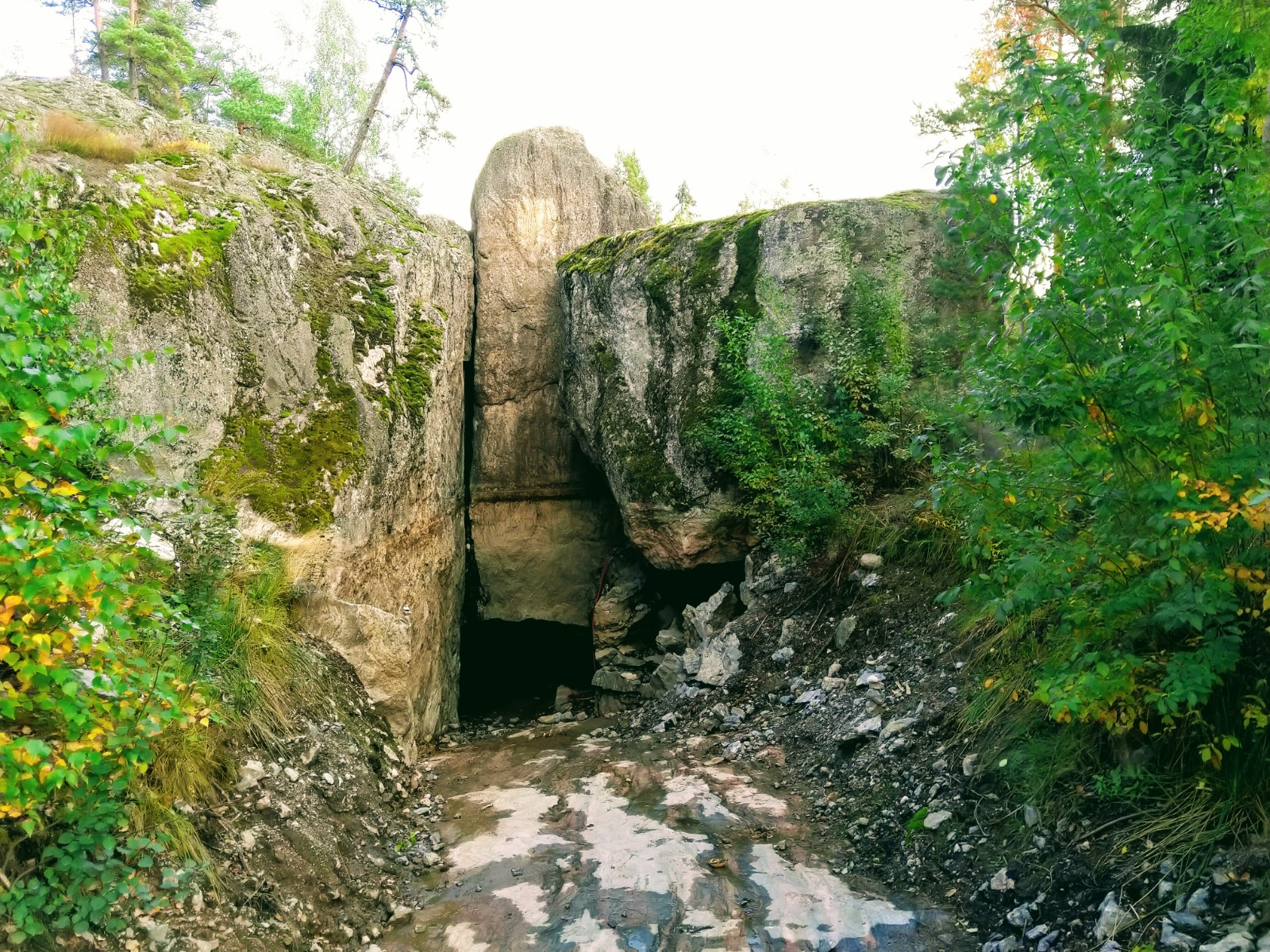
Lemminkäinens tempel.

Ior Bock, ursprungligen Bror Holger Bertil Svedlin, född den 17 januari 1942 i Borgå, död den 23 oktober 2010 i Helsingfors, var en finlandssvensk excentriker. Bock blev känd för sitt egenartade sätt att uppträda då han från år 1968 arbetade som guide på Sveaborg, först i Ehrensvärd-sällskapets tjänst och från 1984 som frilans. Under 1960-talet arbetade han som ljustekniker på Svenska Teatern i Helsingfors.
I mitten av 1980-talet började Bock berätta ett slags myter som hade gemensamma drag med den finska och nordiska mytologin och som enligt Bock hade varit muntlig tradition i hans släkt. Myterna samlades i boken Bockin perheen saaga (Familjen Bocks saga) som utgavs 1996. År 1987 började Bock med utgrävningar på sin tomt i Sibbo med avsikt att leta efter Lemminkäinens tempel i en klippa på tomten. Finansiärerna, bl.a. byggbolaget Lemminkäinen Oy, drog sig dock ur företaget efter några år, och utgrävningarna upphörde 1998.
Bock blev knivhuggen av en besökare i sitt hem år 1999 och miste till stor del sin rörelseförmåga. Därefter uppträdde han inte längre ofta i offentligheten, men skaffade en webbplats. Den 23 oktober 2010 knivhöggs Bock till döds i sin lägenhet i Helsingfors. Polisen arresterade två män, indiska medborgare i åldern 19 och 28, som hade delat hans lägenhet och hade arbetat som hans personliga assistenter.